# آرثر ريتش
آرثر ريتش (بالإنجليزية: Arthur Rich)‏ (28 يونيو 1807 - 4 سبتمبر 1865) هو لاعب كريكت بريطاني (وحمل سابقاً جنسية المملكة المتحدة لبريطانيا العظمى وأيرلندا).